# Conte di Norfolk
Il titolo di conte di Norfolk è un titolo nobiliare della Parìa inglese, che fu creato più volte.
La prima creazione avvenne nel 1067 e il primo grande casato che detenne il titolo fu la famiglia Bigod nel XII e XIII secolo.
Successivamente, fu detenuto dai membri dal casato Mowbray, i quali furono creati anche duchi di Norfolk.
Grazie alla discendenza per linea femminile dei Bigod da Guglielmo il Maresciallo, essi ottennero anche il titolo ereditario di conte maresciallo, tuttora detenuto dai duchi di Norfolk.
Il titolo attuale fu creato nel 1644 per Thomas Howard, XXI conte di Arundel, l'erede del Ducato Howard di Norfolk, che fu soppresso nel 1572.
A seguito della restaurazione del Ducato (avvenuta per effetto della Restaurazione nel 1660, il nipote di Arundel, il XX conte di Arundel e III conte di Norfolk, fu creato V duca e il titolo continua ancora ad essere portato dai duchi di Norfolk.

## Conti di Norfolk (e Suffolk), I creazione (1067)
- Ralph the Staller, I conte di Norfolk e Suffolk (circa 1011–1068), della casa Montfort-Laval
- Ralph de Gaël, II conte di Norfolk e Suffolk (circa 1040–circa 1096) (titolo rinnovato nel 1070 e soppresso nel 1074) della casa Montfort-Laval

## Conti di Norfolk, II creazione (1141)
- Hugh Bigod, I conte di Norfolk (1095–1177)
- Roger Bigod, II conte di Norfolk (morto nel 1221)
- Ugo Bigod, III conte di Norfolk (circa 1182 - 1225)
- Roger Bigod, IV conte di Norfolk (morto nel 1270)
- Roger Bigod, V conte di Norfolk (morto nel 1306)

## Conti di Norfolk, III creazione (1312)
- Tommaso Plantageneto, I conte di Norfolk (morto nel 1338)
- Margaret, duchessa di Norfolk, II contessa di Norfolk (morta nel 1399)
- Thomas de Mowbray, I duca di Norfolk, III conte di Norfolk (1365–1399) (soppressione del ducato nel 1399)
- Thomas de Mowbray, IV conte di Norfolk (1385–1405)
- John de Mowbray, II duca di Norfolk (1392–1432) (ducato restaurato nel 1425)
- John de Mowbray, III duca di Norfolk (1415–1461)
- John de Mowbray, IV duca di Norfolk (1444–1476) (ducato vacante dal 1476)
- Anne de Mowbray, VIII contessa di Norfolk (1472–1481)

## Conti di Norfolk, IV creazione (1477)
- Riccardo Plantageneto, I duca di York (1473–1483)

## Conti di Norfolk, V creazione (1644)
- Thomas Howard, I conte di Norfolk (1585–1646)
- Henry Frederick Howard, II conte di Norfolk (1608–1652)
- Thomas Howard, V duca di Norfolk (ducato restaurato nel 1660)

Per i successivi conti di Norfolk, si veda la voce Duca di Norfolk.